# Institut de formation et de recherche en médecine de montagne
 (novembre 2021).
L'Institut de formation et de recherche en médecine de montagne (Ifremmont) est un pôle d'excellence européen français en médecine de montagne. Créé par l'équipe des médecins du département de médecine de montagne de l'hôpital de Chamonix (DMTM) en 2004.

## Histoire
Sa structure est actuellement[Quand ?] associative en phase de recherche de partenaire définitif (public et/ou privé). Son siège social est situé dans les locaux de l'hôpital de Chamonix. Emmanuel Cauchy, médecin et guide de haute montagne, a été nommé porteur de ce projet par la région Rhône-Alpes et l'Union européenne. Le SIVOM des Pays du Mont-Blanc, le conseil général de Haute-Savoie et les hôpitaux du Mont-Blanc participent à son élaboration.
Les missions qu’il a l’ambition de mener à bien sont : 
- la formation ;
- la recherche ;
- la documentation ;
- la constitution d’un observatoire médical d'accidentologie en montagne ;
- le développement de la télémédecine ;
- la création d’un centre d'appel international comme il existe déjà pour les marins (Centre de consultation médical maritime ou CCMM à Toulouse).

Actuellement[Quand ?], l'Ifremmont a déjà lancé ses activités de formation pour les médecins, pour les acteurs du secours non-médecins (guides, accompagnateurs, secouristes, voyagistes…) et aussi pour tous les particuliers désireux de voyager pour leur plaisir ou leur travail. Un agrément comme expert auprès de l'UNITAR a été signé en début d'année 2007 visant à organiser des formations dans les pays en manque de moyens pour le secours en montagne.
Ifremmont vient également de mettre à disposition[Quand ?] des montagnards et voyageurs le numéro d'urgence SOS-MAM, qui permet d’être en contact vingt-quatre heures sur vingt-quatre avec un médecin urgentiste expert. Ce numéro en y adhérant peut être aussi appelé par téléphone satellite depuis n’importe quel coin de la planète.
Le laboratoire de télémédecine de l'Ifremmont développe actuellement[Quand ?] le Réseau de l'aide médicale urgente (« Res@mu »). Il est destiné à améliorer la prise en charge des patients, il répond en France à la mise en place de la mesure 16 du Plan urgences rédigé par le ministère de la Santé.
Ce projet développe un certain nombre d'axes :
- informatique embarquée (dossier patient) ;
- télécommunication (transmissions des données médicales (fiche patient) et biomédicales) ;
- gestion informatique (archivage, mise en réseau et transmission de données).

Cette solution sera également proposée pour les pays en voie de développement, à la recherche de solutions de médecine isolée, elle répond également à des problèmes du type médecine de catastrophe.